# Tsim Shan
Tsim Shan är ett berg i Hongkong (Kina). Det ligger i den norra delen av Hongkong. Toppen på Tsim Shan är 305 meter över havet. Tsim Shan ligger vid sjön Byewash Reservoir.
Terrängen runt Tsim Shan är huvudsakligen kuperad, men åt sydväst är den platt. Havet är nära Tsim Shan åt sydväst.  Centrala Hongkong ligger 7,2 km söder om Tsim Shan. I omgivningarna runt Tsim Shan växer i huvudsak städsegrön lövskog.